# Joe Wulf

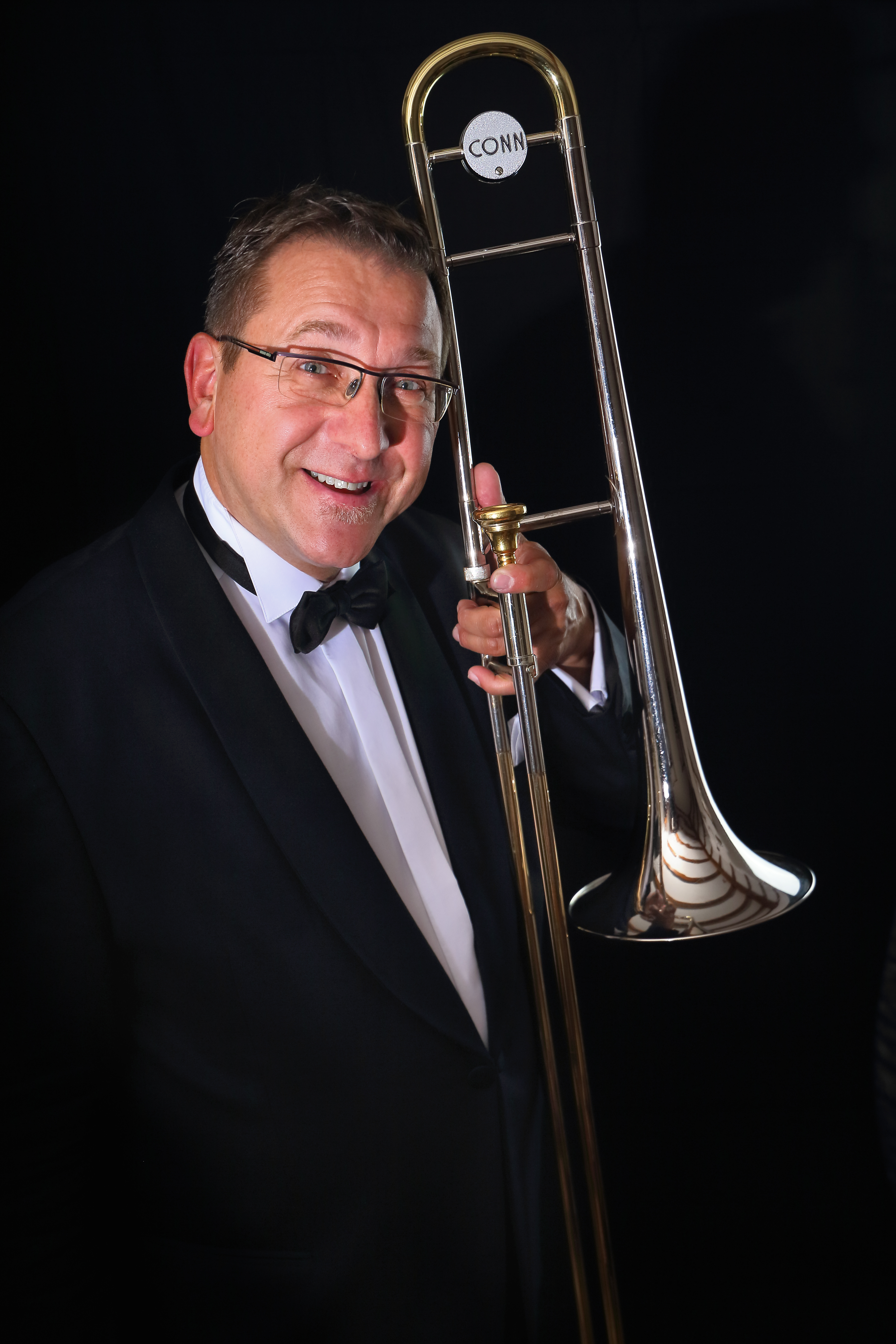
Joe Wulf

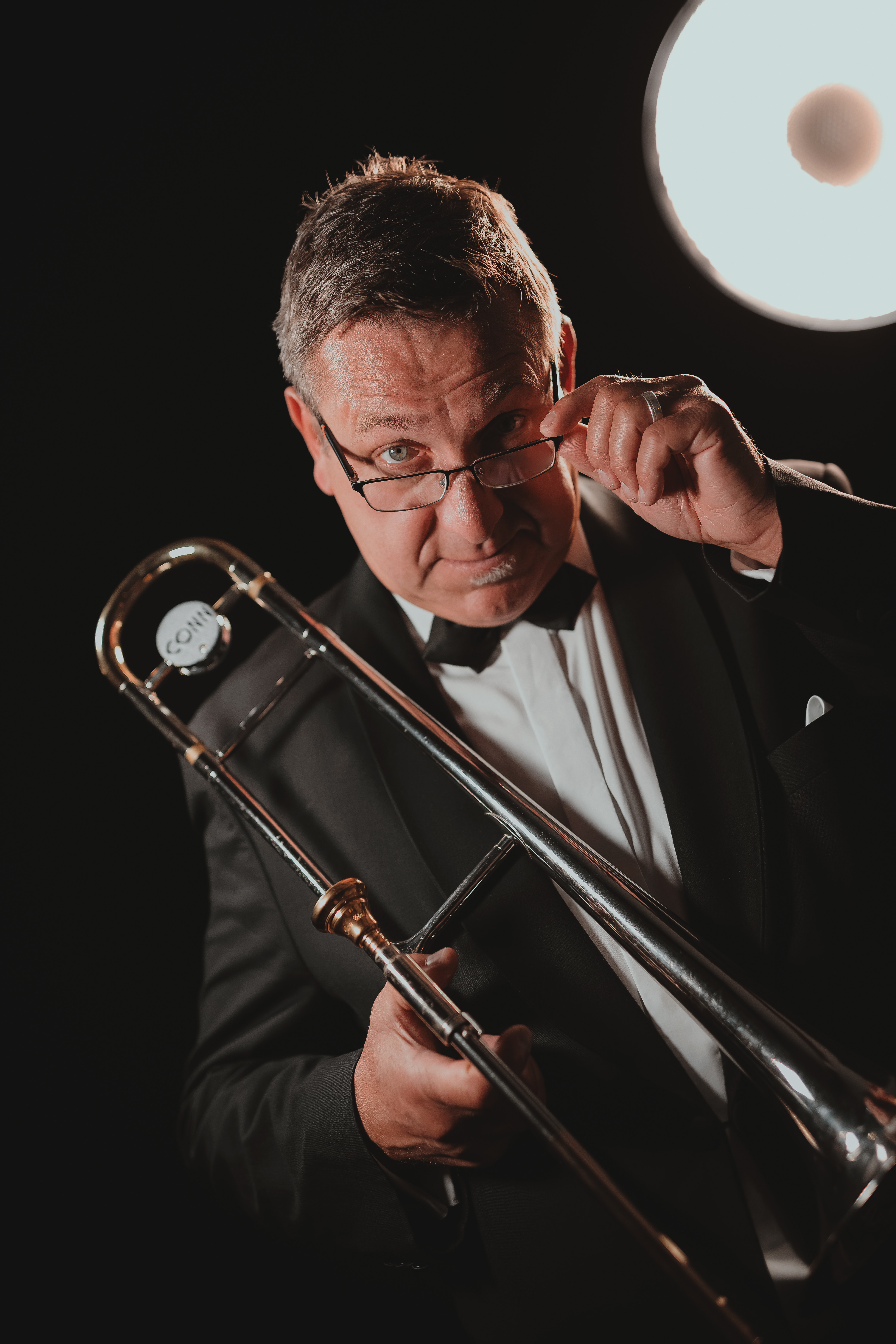
Joe Wulf, Posaunist, Sänger, Komponist

Joe Wulf (* 19. Juni 1961 in Mayen) ist ein deutscher Jazzposaunist, Sänger und Bandleader.

## Werdegang
Joe Wulf begann im Alter von neun Jahren bei dem Komponisten Richard Schäfer aus Mayen Posaune zu spielen und war lange Zeit Posaunist in der Feuerwehrkapelle Mayen unter dem Kapellmeister Willi Spurzem. 1977 war er Mitbegründer der „New Orleans Stompers Mayen“, deren musikalische Leitung er 1978 übernahm. Als Mitglied der Big Band des Städtischen Gymnasiums Mayen gewann er 1978 den ersten Preis des Landes-Wettbewerbs „Schulen musizieren“ Rheinland-Pfalz. Ab 1979 spielte Wulf im Landesjugend-Jazz-Orchester Rheinland-Pfalz, bevor er im Alter von 21 Jahren sein Posaunenstudium bei Jiggs Whigham an der Hochschule für Musik und Tanz Köln aufnahm. Joe Wulf spielte während dieser Zeit u. a. bei der Jazzband „Jazz Preachers“ in Köln.
Der amerikanische Klarinettist und Saxophonist Pierre Paquette holte ihn 1984 in seine Band. 1985 wurde Joe Wulf Mitglied in der Band des englischen Kornettisten Rod Mason „Rod Mason’s Hot Five“. 1987 übernahm Wulf die musikalische Leitung von „Rod Mason’s Savannah Orchestra“. Es folgten Auftritte in Funk und Fernsehen, bei Jazz-Festivals in Deutschland, Großbritannien, den Niederlanden und der Schweiz sowie Schallplatten- und CD-Produktionen.
Bei seinen Konzerten im In- und Ausland konzertierte er u. a. mit den Jazzmusikern Chris Barber, Acker Bilk, Kenny Ball und Pete York (Großbritannien), Bob Barnard und Tom Baker (Australien), Bill Ramsey und Paul Kuhn (Deutschland) sowie mit den amerikanischen Musikern Bud Freeman, Art Hodes, Dan Barrett, Benny Waters, George Masso, Tom Saunders, Spiegle Willcox, Al Grey, Red Holloway, Slide Hampton, Roland Hanna, Jimmy Woode, Clark Terry und Buddy DeFranco. Im Bereich des Jazz war er zwischen 1986 und 2003 an 19 Aufnahmesessions beteiligt.
Wulf unterrichtete von 1996 bis 2006 im Fachbereich Jazz an der Hochschule für Musik und Tanz in Köln. Seit 1990 ist er Leiter zweier international besetzter Formationen: dem Septett „Joe Wulf & the Gentlemen of Swing“ sowie der Big Band "The Big Joe Wulf Band".

## Auszeichnungen
1997 wurde Joe Wulf der deutsche Fachmedienpreis als „bester Posaunist und Bandleader“ des Jahres verliehen. 2011 wurde er mit dem Preis „Künstler des Jahres“ in der Sparte „Solist“ vom Künstler-Magazin ausgezeichnet.

## Diskographie (Auswahl)
- 1986: Rod Mason’s Hot Five: The Pearls
- 1986: Rod Mason’s Hot Five: Jazz Zeit Vol. 1
- 1987: Rod Mason’s Savannah Orchestra: Rod Mason’s Hot Music
- 1990: Rod Mason’s Hot Five: feat. Angela Brown
- 1993: Joe Wulf & His New Orleans Boys: That’s Why I Like New Orleans
- 1995: Joe Wulf Quintet: Live at the Stellwerk
- 1995: Joe Wulf & the Gentlemen of Swing feat. Bob Barnard: Shades Of Duke
- 1999: Joe Wulf & the Gentlemen of Swing: Trombone Kings
- 2004: Joe Wulf & the Gentlemen of Swing: Swinging Christmas
- 2005: Joe Wulf & the Gentlemen of Swing: Dixieland Jubilee 2005 – Live
- 2007: Joe Wulf & the Gentlemen of Swing: Live at the Stellwerk 2
- 2017: Joe Wulf & the Gentlemen of Swing: 25 Years Silver Jubilee Stomp